# Tomasz Sołtyk (kasztelan)
Tomasz Sołtyk herbu Sołtyk (1732–1808), najmłodszy syn Michała Aleksandra i Józefy z Makowieckich herbu Pomian, ostatni kasztelan wiślicki w 1782 roku, kasztelan zawichojski w 1780 roku, podczaszy sandomierski w latach 1773–1780, podstoli sandomierski w latach 1770–1773, cześnik sandomierski w 1770 roku, łowczy sandomierski w latach 1768–1770. W 1781 roku został kawalerem Orderu Świętego Stanisława. W 1783 roku  został kawalerem Orderu Orła Białego.
Komisarz Komisji Dobrego Porządku województwa sandomierskiego. Jako kasztelan wiślicki brał udział w obradach  Sejmu Czteroletniego, ale brak jego akcesu do konfederacji sejmowej. W 1790 roku był członkiem Komisji Porządkowej Cywilno-Wojskowej dla powiatów sandomierskiego i wiślickiego województwa sandomierskiego. W 1791 roku został wybrany na sędziego sejmowego z senatu "z prowincyi Mało-polskiey". Przystąpił do konfederacji targowickiej w powiecie wiślickim we wrześniu 1792 roku.